# Лота Швагер
«Лота Швагер» (исп. Club de Deportes Lota Schwager) — чилийский футбольный клуб из города Коронель. В настоящий момент он выступает в Сегунде, третьем по силе дивизионе страны.

## История
Клуб был основан 26 февраля 1973 года.
«Лота Швагер» играет свои домашние матчи на стадионе Мунисипаль Федерико Швагер в Коронеле, вмещающем 7 000 зрителей.

## Достижения
- Примера B: 2

1969, 1986
- Третий дивизион: 1

2001

## Клубные факты
- Сезонов в Примере: 13 (1970—1980, 1987, 2007)
- Сезонов во Втором дивизионе: 29 (1966—1969, 1981—1986, 1988—1994, 2002—2006, 2008-)
- Сезонов в Терсере Дивисьон: 1 (2001)
- Самая крупная победа: 10-2 (против Сан-Антонио Унидо, 1968)
- Самое крупное поражение: 0-9 (против Депортес Антофагаста, 1983)
- Лучший бомбардир: Патрисио Моралес (38 голов)